# Християнські символи в геральдиці
Християнські символи в геральдиці знайшли постійне місце в геральдичних системах. У багатьох гербах через зображення релігійних речей розкривається історія розвитку віри. Усі ці герби належать до поширених фігур у геральдиці. Винятком є хрести. Хрести, не вільні від щита, вважаються геральдичною фігурою. Вони часто є не просто дивізіоном щита, але також часто мають релігійне послання.

## Людські фігури
Особливо помітні герби із зображенням сановників (єпископів), монахів або фігури святих. Вони часто тісно пов'язані з місцевою історією, або дають назву місцевій церкві, або просто як святі покровителі ремісників, туристів і рибалок.
Святі — видатні представники релігії, які після смерті вшановуються з офіційною канонізацією, особливо в католицькій церкві. Попереднім етапом канонізації є беатифікація. Канонізація після процедури експертизи — це зарахування померлої людини до канону святих. Людей також вшановують за мученицьку смерть або за життя, угодне Богові. Святі розглядаються як заступники перед Богом. Це вшанування відоме приблизно з 2-го століття, спочатку мучеників, а згодом і так званих сповідників. До сповідників належать єпископи, абати, монахи, діви та апостоли.
Для святих головну роль відіграють атрибути розпізнавання. Приклади атрибутів: Андрій, як брат Петра, має Андріївський хрест, названий на його честь, як розпізнавальний знак, Петро має два ключі та хрест святого Петра. Мартин зображений верхи на коні, який розрізає свій плащ. Мученикам часто приписують як атрибут мученицьку долоню, яку також зображують у вигляді пальмового листя.
Атрибути не завжди можна визначити з упевненістю. Багато святих мають однакові імена, але за ними стоять різні особистості. У календарі дні позначені іменами святих. Ці іменини встановлені відповідно до дати канонізації, народження або смерті і увійшли у свідомість людей як невеликі свята.

## Сяйво святих

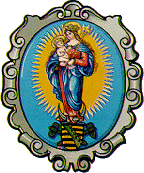
Мандорла в гербі Маріенберга

Щоб відрізнити святих від інших фігур навколо їх голови зображували німб. Рідше використовувалася мандорла, яка зображувалася навколо всього тіла. Німб — це коло, яке має залишати сяюче враження. Він оздоблений золотом, рідше сріблом. Мандорла як мигдалеподібний німб, слава, оточує всю фігуру; вона відома з ХІ століття. Така форма зображення була спільною для Марії та Христа.

## Агнець Божий
Агнець Божий (або Жертовний Агнець) — геральдична тварина, у якій використовується німб. ін також відомий у геральдиці як християнський символ і як звичайна фігура. Ягня зображене з передньою ногою, обвитою навколо хреста. Голова, оточена німбом, часто повернута по діагоналі назад. Ягня може бути праворуч або ліворуч. Саме так його зображують на гербі міста чи церковному гербі. Агнець несе прапор перемоги/великоднє знамено, яке являє собою жердину, що закінчується вгорі хрестом зі срібним стягом з червоним суцільним хрестом.

Ліва нога піднята (Беннвіль)
Права нога піднята, з чашею для причастя  (Гардінг)
Мюнхвайлер ан дер Альзенц
Права ногу піднята і поставлено на книги (Дебрецен)
Остергофен
Іван Хреститель із Агнцем Божим, зображеним на диску (Зеслах)
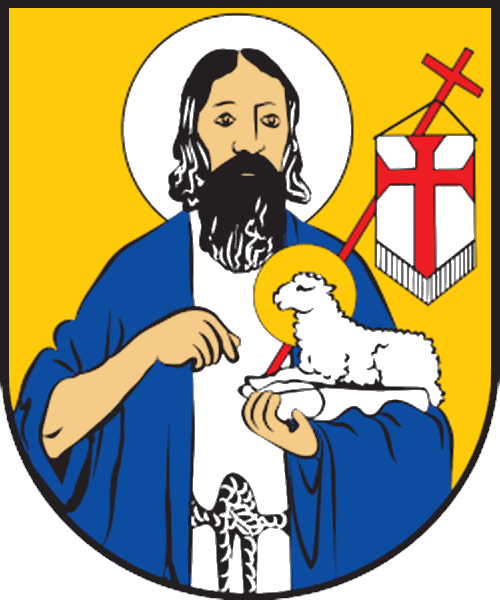
Іван Хреститель із спочиваючим Агнцем Божим (Лютцен)
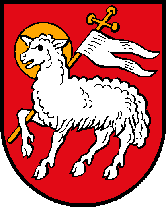
Агнець Божий (Обернойкірхен)
Муніципалітет Цвайбрюкен-Ланд
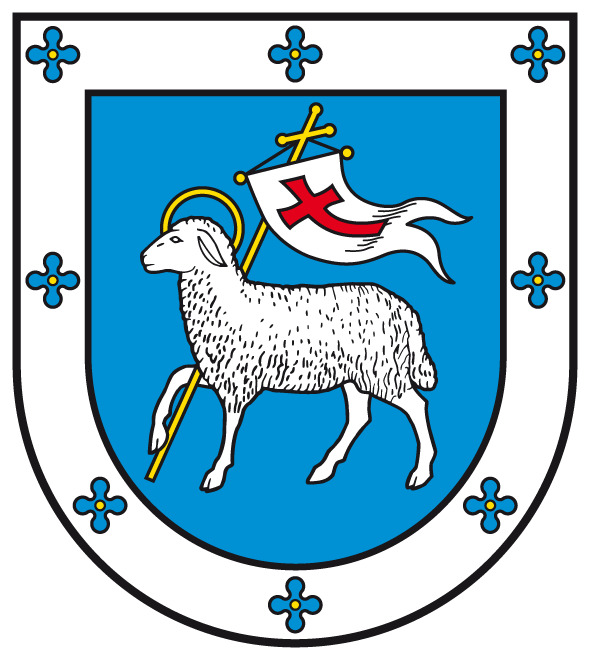
Нойенгофе
Гросбунденбах
Кляйнбунденбах
Прюм з прюмським ягням (Прюмське абатство)
Права нога піднята, кровопускання в чашу для причастя (Вісбю)
Вармінсько-Мазурське воєводство
Велюнський повіт з кровопусканням і гонфалоном
Кішкунмайша з угорським хрестом
Ньїрбатор (Батхор)
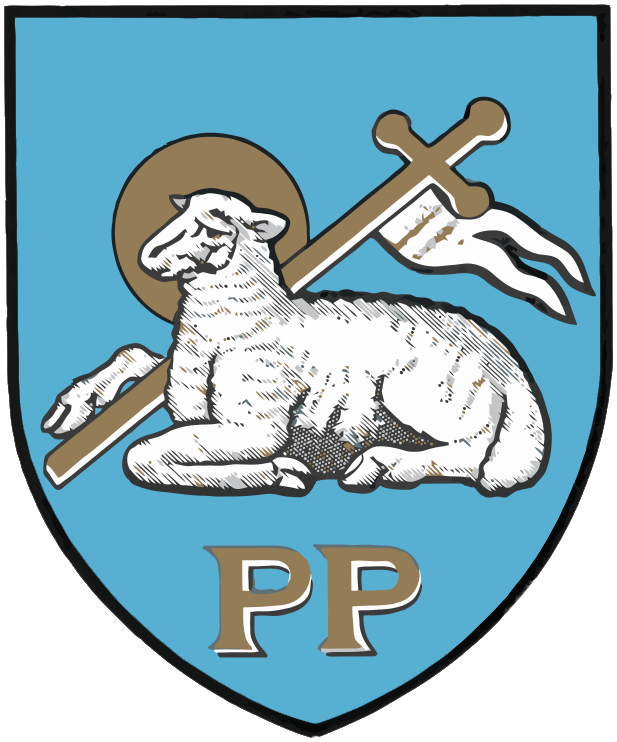
Престон (Ланкашир, Велика Британія)
Сентендре (Угорщина)
Сан-Хуан (Пуерто-Ріко)

### Маленька різниця
Відсутність ореолу є найбільш істотною відмінністю між агнцем Божим і вівцею. Вівчарство представляє розведення та тваринництво в регіоні. Зображення герба та опис мають збігатися, щоб уникнути помилок у тлумаченні.

Ягня, що крокує (Кляйнланггайм)
Вівця (Охтруп)
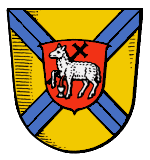
Ягня стікає кров'ю в чашу (Нідер-Мьорлен)
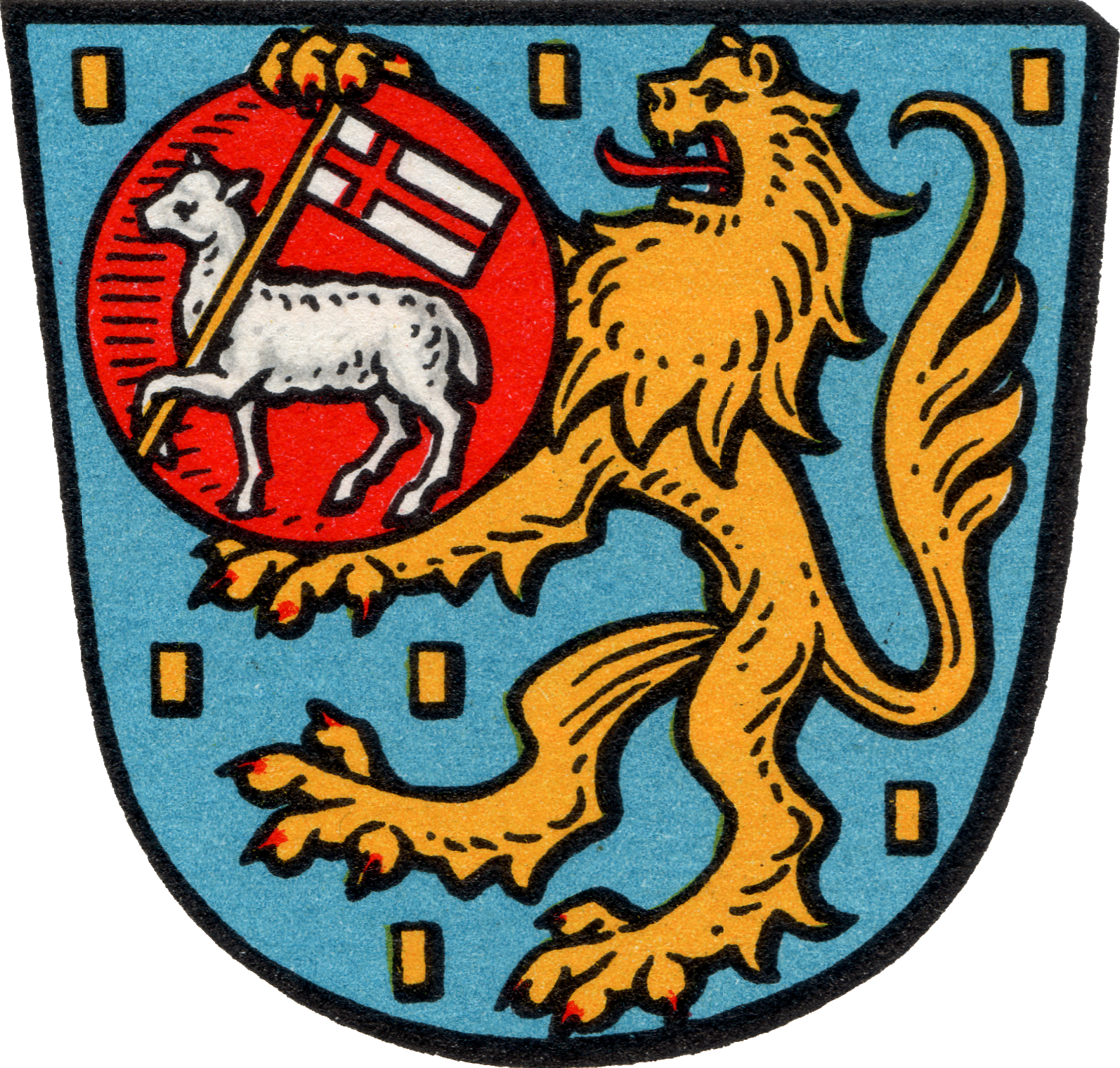
Ягня на щиті, який тримає нассауський лев (Нідерзельбах)
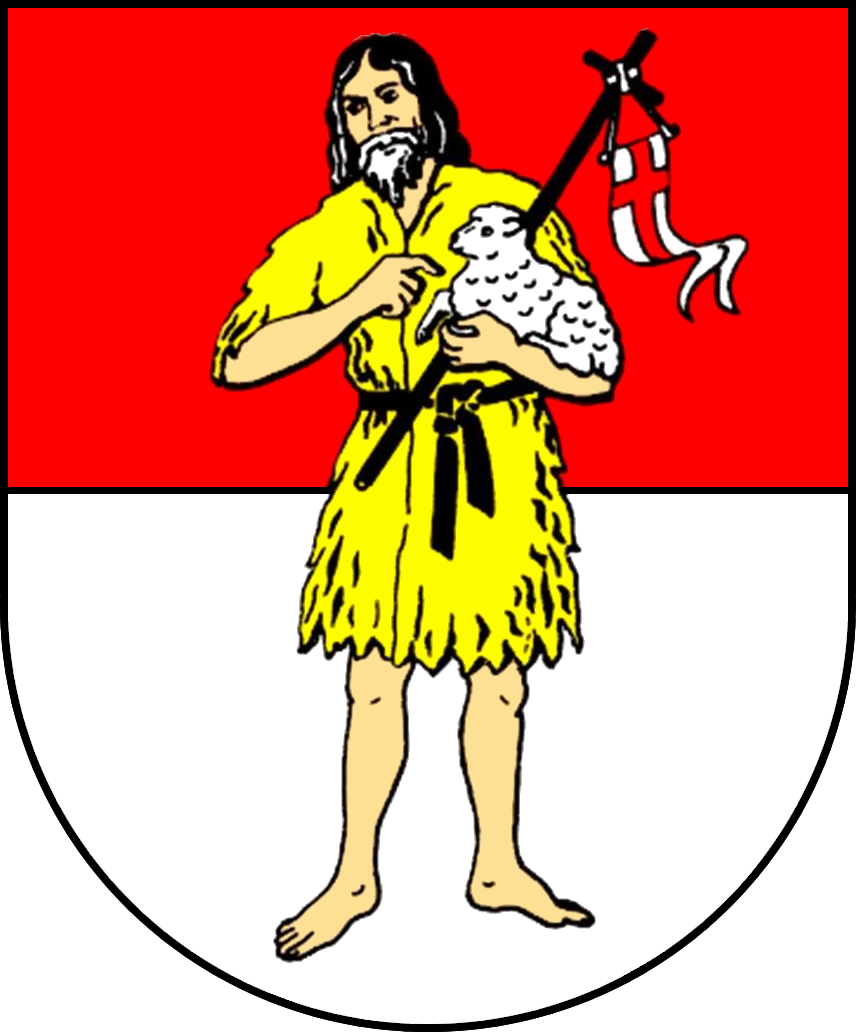
Агнець Божий is хрестовим прапором у Штасфурті, на руці Івана
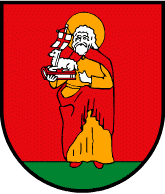
Великодній агнець  в Санкт-Йоганн-ім-Понгау
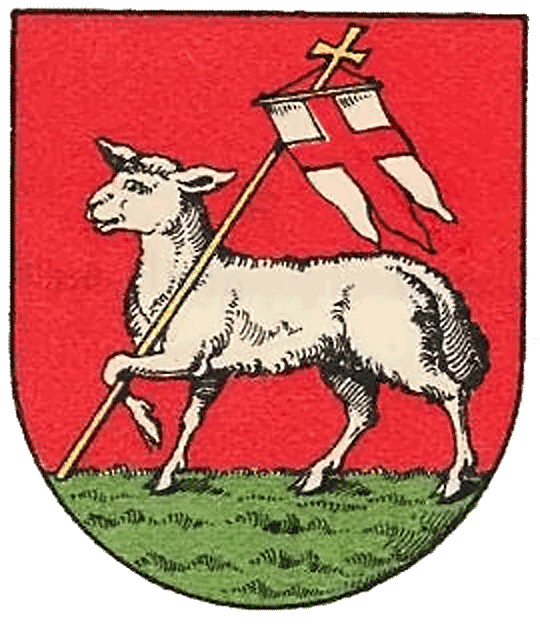
Відень-Гіммельпфортгрунд
Вівця (Чивітелла д'Альяно)
Вівця (Дравоград)
Вівця (Латович)
Вівця (Врін)
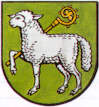
Вівця (Шаффгаузен)
Вівця (Шафісгайм)
Напівстрижена вівця Клінських (шляхетський рід)
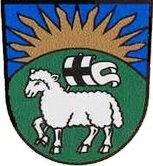
Вівця (Ліхтенберг/Ецгебірге)

## Святі

### Список деяких гербів зі святими
- Аннаберг-Бухгольц (обидва райони), Ашаффенбург, Бад-Емс, Бад-Ольдесло, Бендорф, Бінген-на-Рейні, колишній герб Бобенгайма, Бос, Беррштадт, округ Куксгафен, Дахенфельд, Даннштадт, Дінштадт, Едесгайм, Енгельштадт, Гота, Гюндельбах, Гальгартен, Гатценбюль, Гельмштедт, Гердт, Ізерлон, Катценбах, Крефельд, Круфт, Район Ланд Гадельн, Ландвюрден, Лікерсгаузен, Марне (Гольштейн), Мартінсгее, Оберзульцен, Ордруф, Пфаффен-Швабенгайм, Плайсвайлер-Обергофен, Поппенгаузен, Райхенау, Рюдесгайм-ан-дер-Нае, Рюдесгайм-ам-Райн, Занкт-Катарінен, Занкт-Мартін (Пфальц), Штасфурт, Трір, Венден, Вердау, Целла-Меліс, Целль-ам-Майн, Целлерталь.

### Список документально підтверджених святих на гербах
- Ахатій Вірменський, Егідій, Афра, Альбан Майнцький або Альбан Британський, Альт, Андрій, Анна, Бернард, Єпископ, Власій, Ангел, Галл, Юрій, Богородиця з немовлям Ісусом, Годегард Гільдесгаймський, Гільдеґарда, Яків, Іван Хреститель, Іван Богослов, Катерина, Кіліан, Корбініан, Лаврентій, Леонард, Діва Марія, Марія Магдалина, Магнус, Марина, Марко, Мартин, Маврикій, Максимін, Михаїл, Миколай, Петро, Петро Мученик, Пірмін, Регісвіндіс, Ремігій, Севастіан, Валентин, Стефанус, Ульріх, Віт, Верена, Венделін
  - див. Атрибути святих

### Галерея Святих

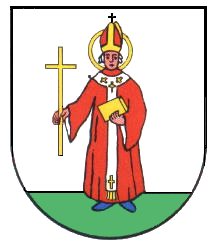
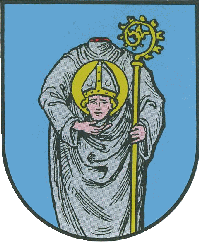
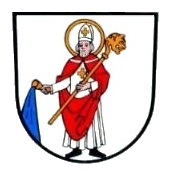
Фрідолін Зекінгенський
Галл з ведмедем
Галл з ведмедем
Юрій
Годегард/Готард
Гільдеґарда
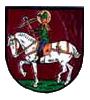
Губерт
Яків Старший
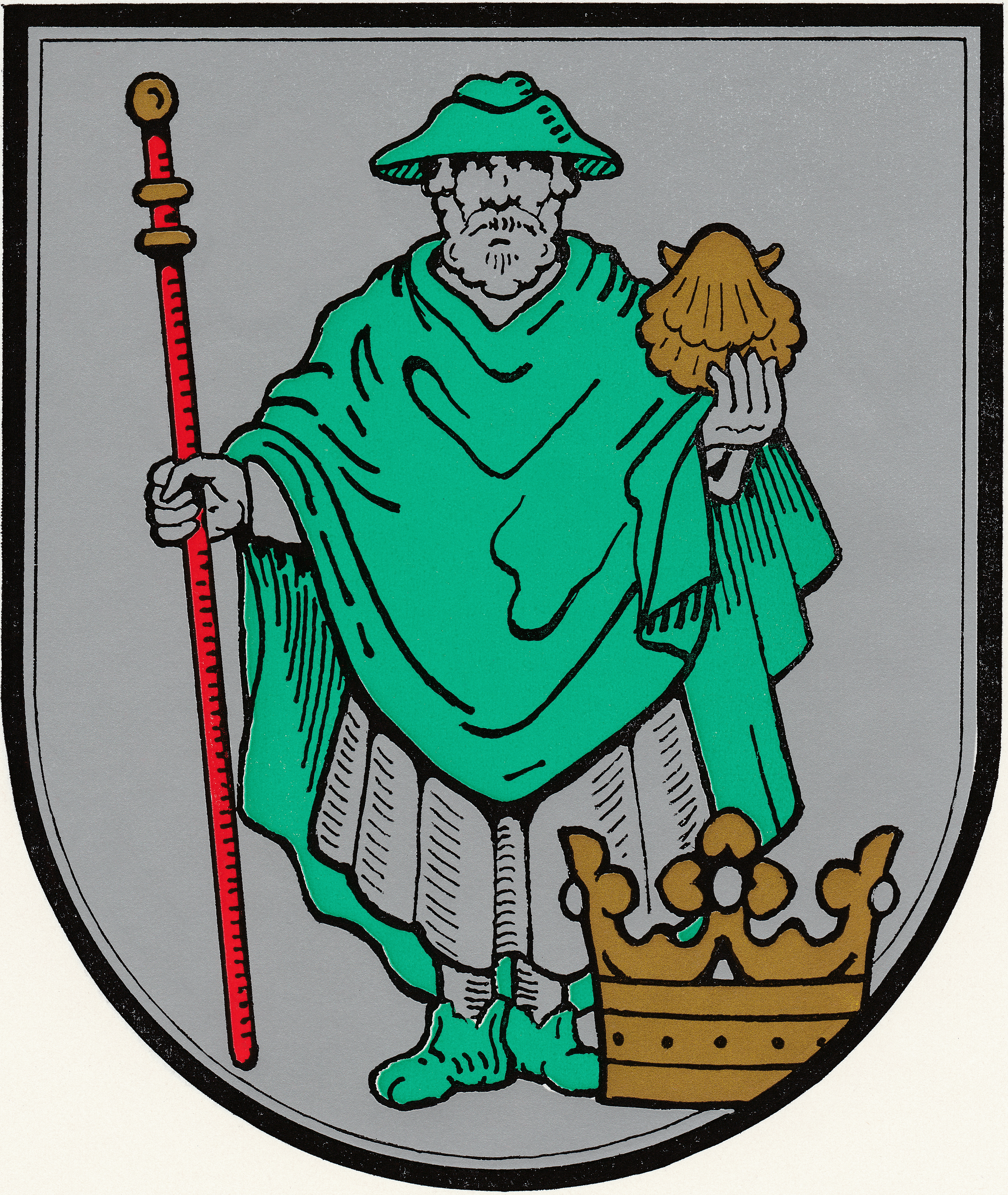
Джодокус
Іванн Євангеліст
Івана Хреститель на нагрудній лаві та з Агнцем Божим на золотому диску
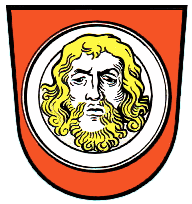
Бородата голова Іанна Хрестителя
Юлітта з Квіриком
Катерина
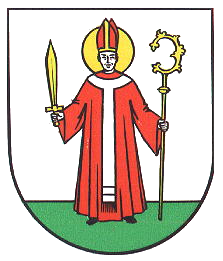
Кіліан
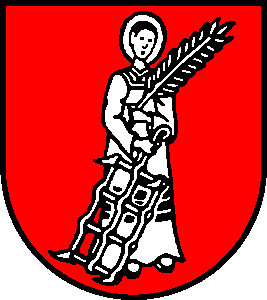
Святий Лаврентій з ґратами та пальмовою гілкою
Лаврентій Римський
Леонард
Магнус
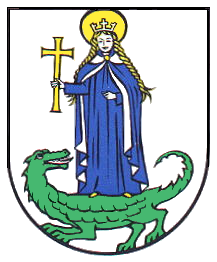
Марина Антіохійська
Марія
Марко на леві
Мартин ділиться плащем
Маврикій
Максимін, права піднесені до присяги
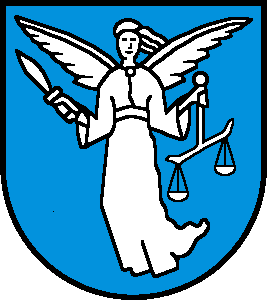
Михаїл
Непомук
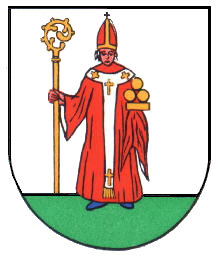
Миколай
Петро
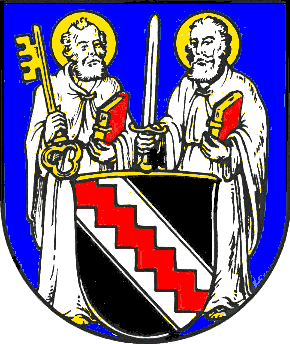
Петро і Павло
Петро і Павло
Пірмін
Квірін
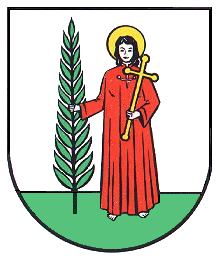
Регісвінд з пальмою
Ремігій
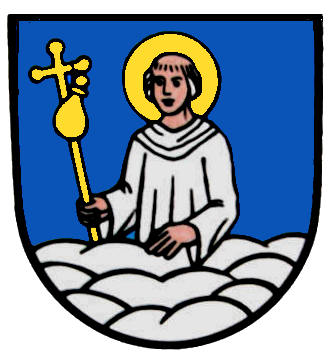
Рох
Руперт
Севастіан
Стефан
Ульріх
Урсула
Валентин
Верена
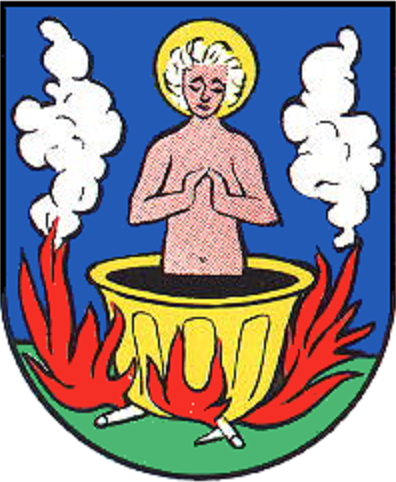
Віт
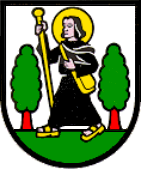
Венделін

## Богородиця та Ісус

Матір Божа з немовлям Ісусом
Матір Божа з немовлям Ісусом
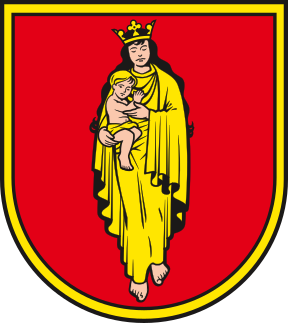
Богородиця (боса) з немовлям
Праворуч Богородиця з немовлям н руках, ліворуч - Катерина, опущений меч у правиці, розбите червоне колесо біля її ніг
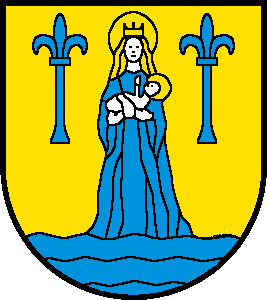
Мадонна
Діва Марія
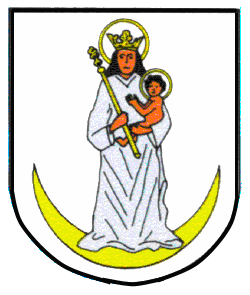
Богоматір як жінка, зодягнена в сонце
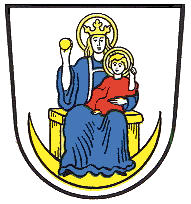
Матір Божа на серпі з немовлям Ісусом
Ісус
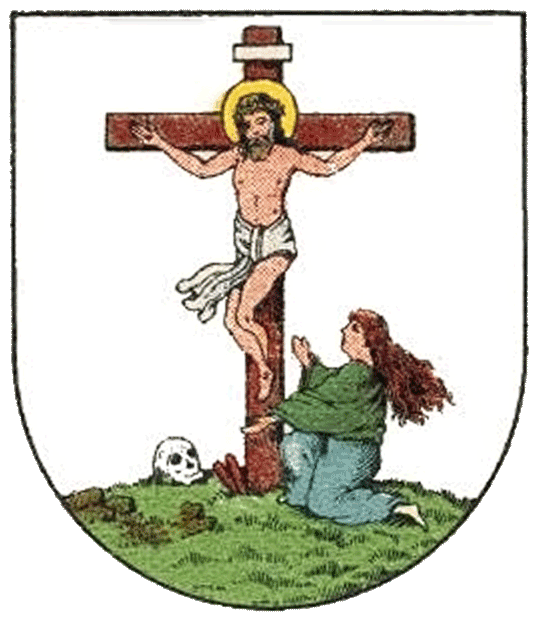
Ісус на хресті

- Дивіться також основні статті: Богородиця, Марія (геральдика) та інші герби з Богородицею.

## Галерея інших релігійних образів
- Ангели є популярною фігурою як щитотримачі. Вони зустрічаються на промовистих гербах, як, наприклад, на гербі монастиря Енгельберг у Швейцарії. Ангела також можна зустріти в гербі як негеральдичну фігуру. Зображення голови ангела, також відоме як голова херувима. За юдейськими та християнськими віруваннями — це голова з прикріпленими крилами. Ця голова має два крила, в той час, як в геральдиці існує також серафимова голова[1]. Вона має кілька крил.

Лев Святого Марка
Монах
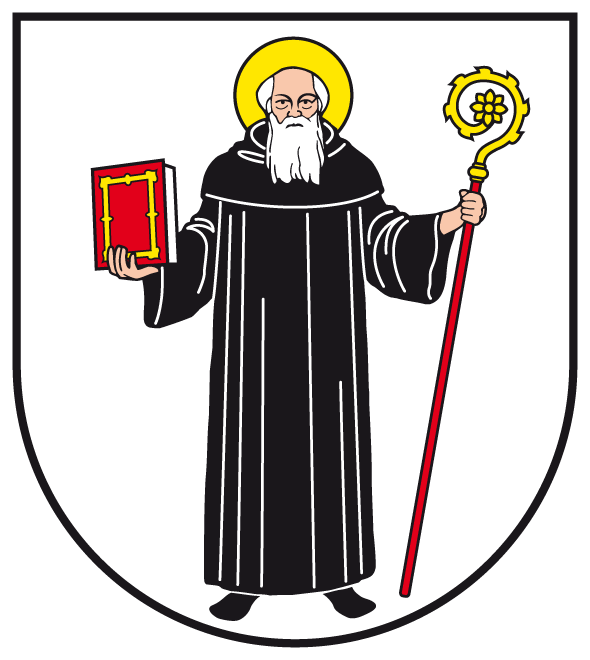
Бенедиктинський монах
Крокуючий чернець
Ангел
Ангели тримають капелюх Єпископа
Ангел
Єпископ, можливо, Валентин Реціський
Річковий бог з веслом і посудиною для води
Сатана

## Чотирнадцять помічників
Імена чотирнадцяти святих помічників:
Ахатій, Власій, Еразм, Юрій, Пантелеймон, Віт, Егідій, Діонісій, Киріак, Христофор, Марина, Катерина, Варвара, Євстафій
Геральдичними фігурами використовуються такі помічники:

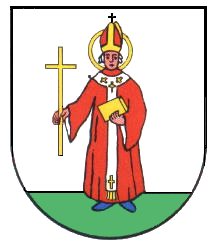
Ахатій
Егідій у чорномустолі
Діонісій Паризький
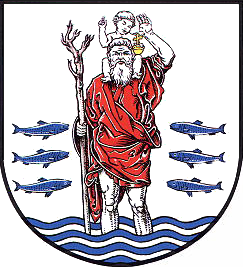
Христофор
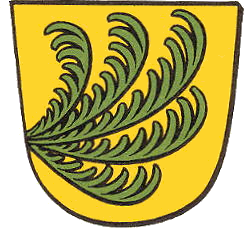
Пальмове листя Киріака
Марина Антіохійська
Катерина Олександрійська

## Релігійні символи
- Митра або інфул геральдично завжди розміщується праворуч на верхньому краю герба. Вона відіграє роль корони чину.
- Патериця розміщується з лівого боку у верхнього краю щита. Це аналог митри. Довгий, багато прикрашений жезл зображений спіраллю назовні на гербах єпископів і архієпископів і всередину на гербах абатів. Особливостями будови гербів церковних сановників займається церковна геральдика.
- Святу Трійцю демонструють дві над однією (2:1) золоті митри. (Поширені в гербах англійських єпархій: Честер червоний і Норвіч синій. На гербі Бристоля в чорному три відкриті золоті корони, на гербі Елі в червоному 2:1 золоті корони) Одне з тлумачень ефіопського прапора також належить до християнської Трійці. Кольори також символізують християнські чесноти. Зелений для Святого Духа і надії, жовтий для Бога Отця і милосердя і червоний для Сина і віри. У християнському вченні трилисник символізує Трійцю.

- Тіара з ключами в гербі Ватикану.
- Мандорла як німб, що оточує все тіло. Зарезервовано для Ісуса та Марії.

- Пальмове листя можна зустріти на багатьох гербах, у тому числі на державних. Це релігійний символ різних релігій, а також атрибут святих.

- Троянда Лютера є символом євангельсько-лютеранських церков, її можна знайти на гербах Німеччини та Австрії.
- Коронний хрест як знак дияконії — рідкісний герб.
- Золотий німб із п'ятьма п'ятикутними золотими зірками є символом Яна Непомуцького, покровителя мостів.
- Крилатий бик є особливою рисою геральдики. Тут бик має крила, прикріплені до нього на висоті плечей. Він є атрибутом євангеліста Луки.
- У геральдиці лілія трактується як символ Богоматері. Повне зображення — це серце, прикрашене двома ліліями та прикрашене/увінчане хрестом.

- Чаша Святого Івана,

### Галерея релігійних символів

Альба і патериця абата
Альфа і Омега
Базельштаб
Єпископська патериця перед стилізованою яблунею
Біблія
Біблія і вервиця
Книга з хрестиком
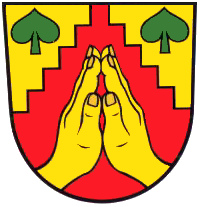
Молитва
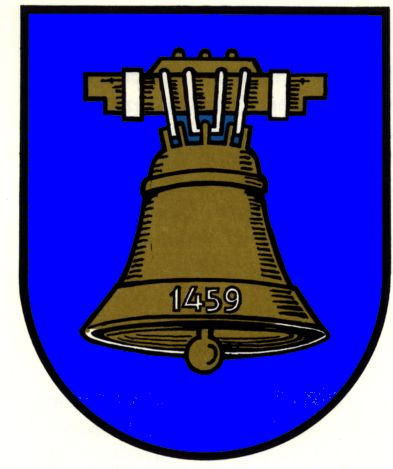
Дзвін
Гіммельпфортен
Дві свічки, митра, тау-хрест
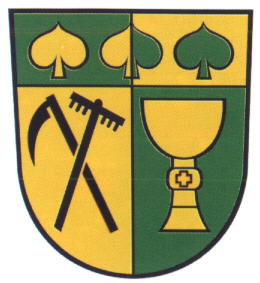
Потир
Гостія і хрести
Дароносиця
Гонфалон
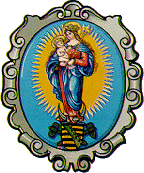
Мандорла
Монстранція
Мальтійський хрест
Патріарший хрест
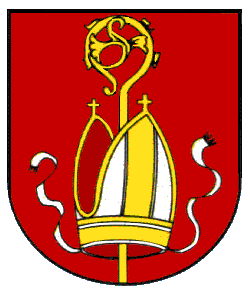
Мітра і патериця
Троянда Лютера
Митра
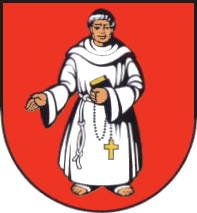
Чернець
Каплиця і черниця
Паллій
Плаваюче золоте Боже око
Меч і хрест (Івана Хрестителя)
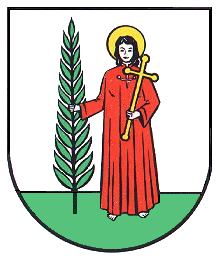
Пальма першості
Патериці і паніселлуси
Палиця паломника
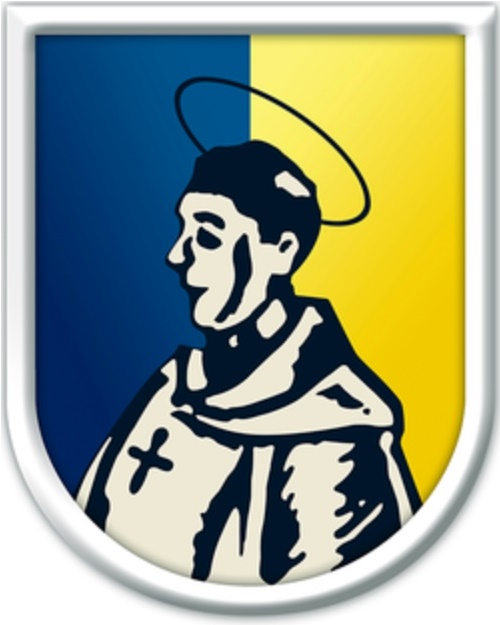
Пфаффе
Священицький постриг
Символ святого Яна Непомуцького
Лаврентій Римський (геральдика)
Митра, решітка, стріла Себастьяна, ключ Петрі
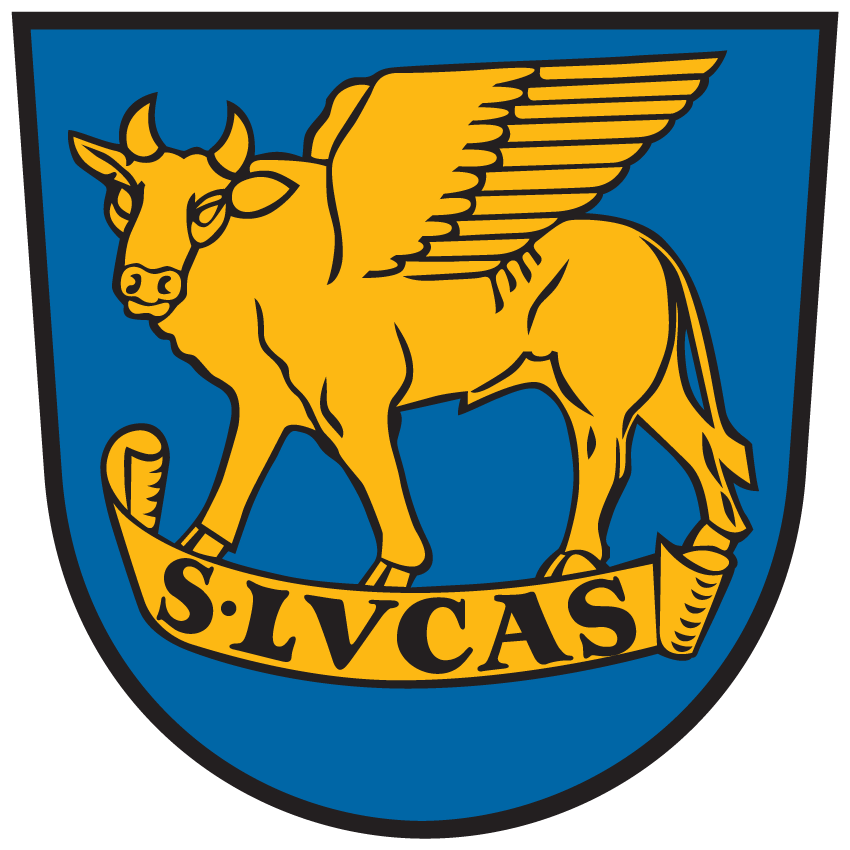
крилатий бик
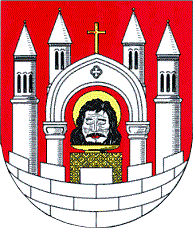
Таця Святого Івана
Два цвяхи пристрасті
Тіара
Купіль хрестильна

### Церкви в гербах

Аугаузен
Біркен-Гонігзессен
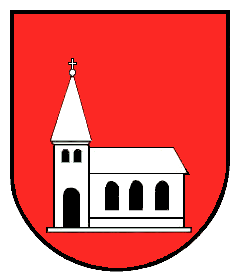
Гутах-ім-Брайсгау
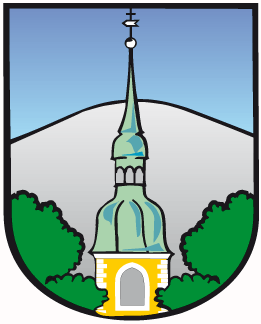
Кроствіц
Еріскірх
Гельзенкірхен
Альт-Гельзенкірхен (1928)
Гаймерсгайм
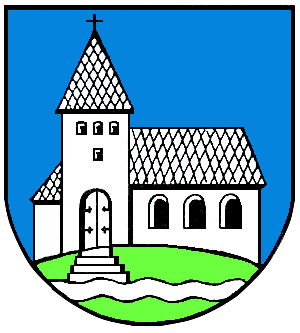
Вайль-дер-Штадт
Гайменкірх
Гоенаспе
Каппелен
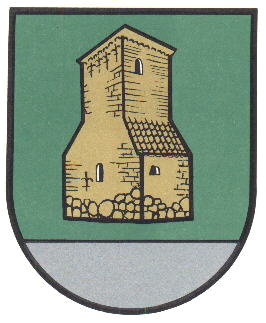
Волова вежа, колишня церковна вежа, у гербі Імсума
Кірхберг-ан-дер-Мур
Церковний шпиль у змішаних кольорах: Кірхдорф-ін-Тіроль
Лінденберг-ім-Альгой
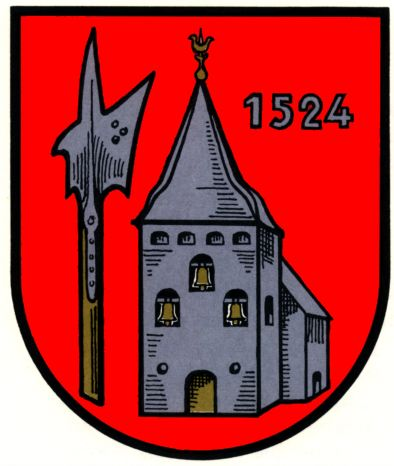
Мульсум
Нойкірхен-байм-Гайліген-Блут
Оксенгаузен
Ранквайль
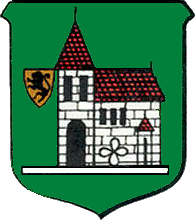
Райндален
Зекірх
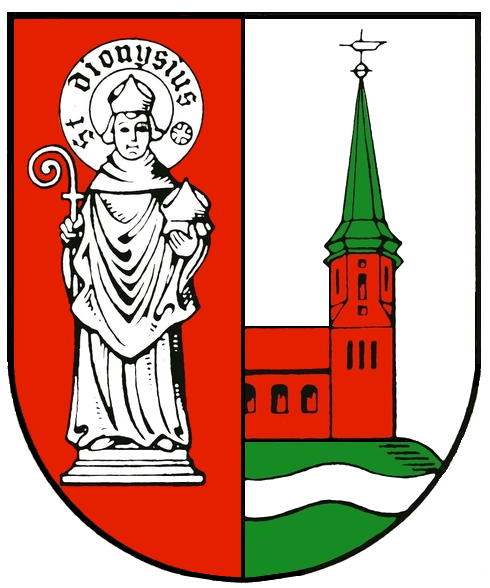
Зіттензен
Шаттендорф
Шпальті
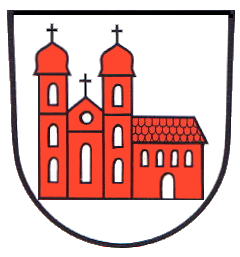
Занкт-Мерген
Сучани
Чаггунс
Ульміц
Вальдкірх
Вальдкірхен
Вінден-ім-Ельцталь
Острог
Шевченківський район (Київ)

### Хрест і церковний прапор
Є загальні відомості про хрест і конкретні відомості про хрести в геральдиці. Церковний прапор, особливо широко поширений монфорський церковний прапор.

### Мушля
Відмінним символом покровителя паломників святого Якова є мушля. Тому мушля також відома як символ паломників, особливо тих, хто йде на шлях Святого Якова. Християни-паломники середньовіччя використовували мушлю для черпання води.